# Bruchhausen-Vilsen
Bruchhausen-Vilsen é um município da Alemanha localizado no distrito de Diepholz, estado da Baixa Saxônia.
É membro e sede do Samtgemeinde de Bruchhausen-Vilsen.